# Maciste, l'homme le plus fort du monde
Pour plus de détails, voir Fiche technique et Distribution.
Maciste, l'homme le plus fort du monde (titre original : Maciste, l’uomo più forte del mondo) est un péplum italien réalisé par Antonio Leonviola, sorti en 1961.

## Synopsis
La ville d’Aran est détruite par le mystérieux peuple des hommes-taupes, esclaves des ténèbres. Hi-tur, le roi d’Aran sur le point de mourir, demande à Maciste de libérer ses sujets survivants, prisonniers ainsi que son fils Loth. Maciste découvre la demeure des hommes- taupes et y pénètre. Leur reine est Halis Mojab, à laquelle le grand prêtre Kahab voudrait faire épouser son fils Kathar. Maciste et son compagnon Bongo sont captures et la reine les condamne à combattre entre eux...

## Fiche technique
- Titre français : Maciste, l'homme le plus fort du monde
- Titre original : Maciste, l’uomo più forte del mondo
- Mise en scène : Antonio Leonviola
- Sujet de : Antonio Leonviola
- Scénario : Marcello Baldi, Antonio Leonviola, Giuseppe Mangione
- Images : Alvaro Mancori,  Totalscope, Eastmancolor
- Musique : Armando Trovajoli
- Montage : Otello Colangeli
- Maisons de production : Leone film Rome
- Pays d'origine : Italie
- Distributeur : Rank
- Producteur : Piero Lazzari
- Costumes : Gaia Romanini
- Directeur de la production : Elio Scardamaglia
- Genre : film d'aventures, film de fantasy, péplum
- Aspect ratio : 2.35 : 1
- Durée : 99 minutes
- Dates de sortie : 
  -  Italie : 10 octobre 1961
  -  France : 4 avril 1962

## Distribution
- Mark Forest  (V.F : Pierre Vaneck) : Maciste
- Moira Orfei  (V.F : Nadine Alari) : la reine Halis Mojab
- Paul Wynter  (V.F :  Georges Aminel) : Bongo
- Enrico Glori  (V.F : Jacques Berlioz) : Kahab le grand prêtre
- Gianni Garko  (V.F : Hubert Noël) : Kathar
- Nando Tamberlani  (V.F : Paul Ville) : Hi-tur, le roi
- Roberto Miali : Loth
- Raffaella Carrà : la princesse Saliura
- Gloria Hendy  : Tulac, l’amie de Bongo
- Carla Foscari  (V.F : Nelly Benedetti ) : Aranis
- Janine Hendy : servante qui joue de la harpe
- Graziella Granata  : servante
- Franca Polesello : servante